# Кусепеево
Кусепеево (баш. Көҫөпәй) — деревня в Салаватском районе Республики Башкортостан Российской Федерации. Входит в состав Мечетлинского сельсовета.

## География

### Географическое положение
Находится на левом берегу реки Юрюзани.
Расстояние до:
- районного центра (Малояз): 27 км,
- центра сельсовета (Мечетлино): 3 км,
- ближайшей ж/д станции (Кропачёво): 56 км.

## Население
| 2002 | 2009 | 2010 |
| ---- | ---- | ---- |
| 241  | ↗258 | ↘250 |

Национальный состав
Согласно переписи 2002 года, преобладающая национальность — башкиры (100 %).